# Pascal Picotte
Pascal Picotte (Granby, 23 dicembre 1969) è un pilota motociclistico canadese, ritiratosi dall'attività agonistica.

## Carriera
Picotte debutta nelle competizioni motociclistiche nazionali canadesi a 18 anni nel 1988. Le sue buone prestazioni gli permettono di ottenere l'anno successivo una wild card nel campionato Supersport statunitense, dove riesce ad ottenere un ottavo posto al suo debutto. Nel 1990 compete nel campionato AMA Superbike in sella ad una Yamaha, ed effettua la sua prima apparizione mondiale partecipando come wild card alla tappa canadese del mondiale Superbike. Termina 13º in gara uno e 12º in gara due, posizionamenti che gli valgono 7 punti e il 53º posto nella classifica mondiale.
Nel 1991 Picotte partecipa nuovamente come wild card alla tappa canadese del mondiale Superbike. Grazie al fatto che tutti i piloti ufficiali boicottano la gara per protesta (il circuito viene ritenuto troppo pericoloso), la griglia è esclusivamente composta da wild card canadesi e statunitensi. Picotte si qualifica secondo e vince gara uno facendo segnare anche il giro più veloce, e diventando anche così il primo canadese ad imporsi in una gara del mondiale Superbike. In gara due è costretto al ritiro mentre lottava per la vittoria a causa di un problema tecnico. I punti conquistati gli permettono di terminare 32º in classifica mondiale. 
Nel 1992 Picotte vince il campionato statunitense Pro Twins, vincendo otto gare sulle nove in calendario. L'anno successivo si iscrive come wild card al round messicano del campionato Superbike, ma le gare vengono cancellate. Nel 1995 partecipa come wild card alla prova di Laguna Seca, dove termina 15º in gara uno e 10º in gara due. Termina 38º in classifica mondiale con 7 punti.
Nel 1997 Picotte termina secondo nel campionato statunitense Supersport, ottenendo quattro vittorie, e partecipa nuovamente come wild card al round di Laguna Seca del mondiale Superbike. Termina 13º in gara uno e si ritira in gara due. È anche la sua ultima apparizione mondiale.
L'anno successivo Picotte partecipa alla Pikes Peak motociclistica, ottenendo il quarto miglior tempo. Fino al 2005, Picotte continua a competere nei campionati canadesi e statunitensi, ottenendo qualche vittoria in gare singole. Nel 2007 decide di concentrarsi sul lavoro da team manager, ingaggiando per il suo team Brett McCormick e Miguel Duhamel per la Daytona 200. Nel 2016 viene inserito nella Canadian Motorcycle Hall of Fame.

## Risultati in carriera nel mondiale Superbike
| 1990 | Moto   |  |  |  |  |  |  |  |  |    |    |  |  |  |  |  |  |  |  |  |  |  |  |  |  |  |  | Punti | Pos. |
| ---- | ------ |  |  |  |  |  |  |  |  | -- | -- |  |  |  |  |  |  |  |  |  |  |  |  |  |  |  |  | ----- | ---- |
| 1990 | Yamaha |  |  |  |  |  |  |  |  | 13 | 12 |  |  |  |  |  |  |  |  |  |  |  |  |  |  |  |  | 7     | 53º  |

| 1991 | Moto   |  |  |  |  |   |     |  |  |  |  |  |  |  |  |  |  |  |  |  |  |  |  |  |  |  |  | Punti | Pos. |
| ---- | ------ |  |  |  |  | - | --- |  |  |  |  |  |  |  |  |  |  |  |  |  |  |  |  |  |  |  |  | ----- | ---- |
| 1991 | Yamaha |  |  |  |  | 1 | Rit |  |  |  |  |  |  |  |  |  |  |  |  |  |  |  |  |  |  |  |  | 20    | 32º  |

| 1995 | Moto     |  |  |  |  |  |  |  |  |  |  |  |  |    |    |  |  |  |  |  |  |  |  |  |  |  |  | Punti | Pos. |
| ---- | -------- |  |  |  |  |  |  |  |  |  |  |  |  | -- | -- |  |  |  |  |  |  |  |  |  |  |  |  | ----- | ---- |
| 1995 | Kawasaki |  |  |  |  |  |  |  |  |  |  |  |  | 15 | 10 |  |  |  |  |  |  |  |  |  |  |  |  | 7     | 38º  |

| 1997 | Moto   |  |  |  |  |  |  |  |  |  |  |    |     |  |  |  |  |  |  |  |  |  |  |  |  |  |  | Punti | Pos. |
| ---- | ------ |  |  |  |  |  |  |  |  |  |  | -- | --- |  |  |  |  |  |  |  |  |  |  |  |  |  |  | ----- | ---- |
| 1997 | Suzuki |  |  |  |  |  |  |  |  |  |  | 13 | Rit |  |  |  |  |  |  |  |  |  |  |  |  |  |  | 3     | 48º  |

| Legenda | 1º posto        | 2º posto            | 3º posto           | A punti      | Senza punti        | Grassetto – Pole position Corsivo – Giro più veloce |
| Legenda | Gara non valida | Non qual./Non part. | Ritirato/Non class | Squalificato | '-' Dato non disp. | Grassetto – Pole position Corsivo – Giro più veloce |